# Günter Knarr
Günter Knarr (* 1955 in Helmbrechts, Oberfranken) ist ein deutscher Drehbuchautor, Regisseur und Produzent. Er lebt in Berlin.

## Leben
Nach dem Studium der Germanistik und Theaterwissenschaften und einem Ausflug in die Musik schreibt er seit 1990 Drehbücher. 
1990 war er Teilnehmer der “4. Berliner Drehbuchwerkstatt”. 1991 gewann er den Marlboro Filmpreis für das Treatment „Die netten Mörder von nebenan“. Seit 2003 produziert er auch Filme, erst bei Rome Film, dann bei Crazy Film.
Er ist Mitglied der Deutschen Filmakademie und des Verbands Deutscher Drehbuchautoren.

## Filmografie (Auswahl)
- 1993: Magic Müller (Drehbuch)
- 1994: Japaner sind die besseren Liebhaber (Drehbuch)
- 1995–1997: Ein Mann steht seine Frau (Serie) (Drehbuch)
- 1996: Unter die Haut (Drehbuch)
- 1999: Holgi – Der böseste Junge der Welt (Drehbuch und Regie)
- 1999: Erkan & Stefan (Drehbuch)
- 2002: Erkan & Stefan gegen die Mächte der Finsternis (Drehbuch)
- 2002: Die Explosion – U-Bahn-Ticket in den Tod (Drehbuch)
- 2002: Einspruch für die Liebe (Drehbuch, Produktion)
- 2003: Crazy Race (Drehbuch, Produktion)
- 2004: Crazy Race 2 – Warum die Mauer wirklich fiel (Drehbuch, Produktion)
- 2005: Unser Kindermädchen ist ein Millionär (Drehbuch, Produktion)
- 2007: Crazy Race 3 – Sie knacken jedes Schloss (Drehbuch, Produktion)
- 2008: African Race – Die verrückte Jagd nach dem Marakunda (Drehbuch, Produktion)
- 2008: Männer lügen nicht (Drehbuch, Produktion)
- 2009: Tod aus der Tiefe (Drehbuch, Produktion)
- 2012: Der Blender (Produktion)
- 2013: Inspektor Jury – Der Tote im Pub (Drehbuch, Produktion)
- 2013: Heiter bis tödlich: Zwischen den Zeilen (Serie) (Drehbuch, diverse Folgen)
- 2014: Inspektor Jury – Mord im Nebel (Drehbuch, Produktion)
- 2017: Vorwärts immer!